# ديانا بريدغ
ديانا بريدغ (بالإنجليزية: Diana Bridge)‏ هي كاتِبة ومترجمة وشاعرة نيوزيلندية، ولدت في 1942.